# Théophile Jeusset
Théophile Jeusset (Rennes, 25 avril 1910 - Nantes, 14 mai 1968) est un écrivain nationaliste breton et un militant d'extrême-droite.

## Biographie
Né à Rennes le 25 avril 1910, Théophile Jeusset entame des études à l'Ecole des Beaux Arts de Re Rennes avant de devenir ouvrier peintre.
Adoptant dès sa jeunesse le nationalisme breton, Jeusset intégra d'abord le Parti autonomiste breton, avant de rompre avec celui-ci pour fonder en 1930, avec Morvan Lebesque, le journal fasciste Breiz da Zont et son aile politique : le minuscule Parti nationaliste intégral de Bretagne. Ce parti, qui ne comptera pas plus de 8 membres, s'appuiera donc sur le journal Breiz da Zont, désigné comme organe des nationalistes bretons catholiques. Dans un numéro de 1931 y est déclaré ː « Nous, nationalistes, bretons intégraux, nous pourrions aussi nous qualifier de nationalistes socialistes comme les partisans d'Adolf Hitler » .
Jeusset se joignit ensuite à ses amis nationalistes Gwilherm Berthou et Célestin Lainé pour fonder Kentoc'h Mervel (Plutôt la mort), un groupuscule consacré à l'action directe. Lainé cependant insistait sur la nécessité de créer un groupe plus étroitement organisé, ce qui conduisit à la création de la cellule activiste Gwenn ha du. À la suite du premier attentat perpétré par Gwenn ha Du contre le "monument de la honte" à Rennes, Jeusset fut l'un des six militants du Parti nationaliste intégral de Bretagne arrêtés et détenus pendant cinquante-quatre jours de détention préventive, pour une action à laquelle il était étranger. La presse locale présenta alors Jeusset et ses acolytes comme « de pauvres détraqués » au service de l'Allemagne.
Jeusset liait étroitement nationalisme breton et antisémitisme. Il écrivait en 1931 :

« C'est en fonction de leur résistance particulière à la conquête du territoire français par les idées dissolvantes qui émanent plus ou moins des Juifs : maçonnisme, laïcisme, etc., que les Bretons ont été décimés au cours de la dernière guerre mondiale, plus de 200 000. Il est facile d'invoquer pour cette hécatombe des raisons militaires, mais rien ne fera contre ce fait que le répartiteur réel des troupes pendant toute la guerre fut le Juif Abrahami, né … dans le ghetto de Constantinople. »

A la suite de son de son arrestation, Jeusset prononça la dissolution de son parti, déclarant placer ses espoirs dans une nouvelle restauration monarchique. Il s'associa ensuite à Olier Mordrel, le fondateur du Parti national breton.
Jeusset fut l'un des premiers à travailler et militer pour rapprocher ces variantes afin de créer une langue gallèse unifiée, ce qu'il expose notamment en 1937 dans son ouvrage Le parler gallot[réf. nécessaire].
Sous le pseudonyme de Teofil Jeused et de Melar Josig, il publie dans les revues SAV et Al Liam une série d'articles dans lesquels il s'attache à créer une forme bretonne pour les noms de lieu en Haute-Bretagne. Ce travail sera poursuivi et modifié par Roparz Hemon.
Pendant la Seconde Guerre mondiale, Jeusset cessa sa collaboration avec Mordrel pour fonder une nouvelle fois son propre parti, le Mouvement ouvrier social-national breton sans obtenir beaucoup de soutien. Plus tard, tout en ayant un pied dans la Milice, il rejoignit la Bezen Perrot de Lainé, intégrée aux SS. Ayant fui vers l'Allemagne puis vers la Suisse qui l'expulse, Jeusset fut condamné aux travaux forcés à perpétuité, et libéré fin 1951.
En 1965, il publia sous le pseudonyme Jean-Yves Keraudren une autobiographie baptisée À Contre-courant, où il ne retire rien de ses convictions.

## Publication
Sous le pseudonyme de Jean-Yves Keraudren : À contre-courant, éd. du scorpion, 1965, 189 p.